# Dorita Acosta
Dorita Acosta fue el seudónimo de Dora Esther Acosta, actriz argentina. 

## Carrera
Integrante de la Pandilla Marilyn, realizó sus primeros trabajos para el cine a principios de la década de 1940. Se destacó principalmente como actriz cómica integrando los elencos de ciclos televisivos como Telecómicos y Operación Ja Ja. 
Trabajó junto a Emma Gramatica en una temporada en el Teatro Astral. 
En radio actuó como partenaire femenina del programa La caravana del Buen Humor junto a Los Cinco Grandes del Buen Humor que tuvo una duración desde 1950 hasta 1964.
Sus últimos trabajos fueron para programas de TV y se retiró en 1974.

## Filmografía
- Viaje de una noche de verano (1965)
- Buenos Aires a la vista (1950)
- Mosquita muerta (1946)
- Cuando florezca el naranjo (1943)

## Televisión
- 1957: Aquí se está mejor que enfrente, con Adolfo Stray, Roberto García Ramos y Roberto Blanco.
- 1958:  Field’s College 1958
- 1963/1984: Operación Ja Ja
- 1970: La cantina de Calígula.
- 1970: Calígula
- 1971: Politikabaret
- 1970/1973: Telecómicos
- 1972/1974: Malevo [2]

## Teatro
- 1946: Don Fernández, una comedia en tres actos.
- 1947: Un Marido Como Hay Pocos. de Manuel Barbera.
- 1962: Los derechos de la mujer, de Alfonso Paso, estrenada en el Teatro Empire junto a María Aurelia Bisutti, Ubaldo Martínez y Ángel Magaña.[3]